# Nitramid
Nitramid ili nitroamin je hemijsko jedinjenje sa molekulskom formulom H
2N−NO
2, a koje ima molekulsku masu od 62,028 . Supstituisani derivati R1
R2
N−NO
2 takođe se nazivaju nitramidi ili nitroamini. Organični derivati nitramida, R−NH−NO
2 i R
2N−NO
2, široko se koriste kao eksplozivi: primeri uključuju RDX i HMX. To je izomer hipoazotaste kiseline. Nitramid se može posmatrati kao azotni analog azotne kiseline (HO−NO
2), u kojoj je hidroksilna grupa −OH zamenjena amino grupom −NH
2.

## Struktura
Molekul nitramida je u suštini amino grupa (−NH
2) vezana za nitro grupu (−NO
2). Prijavljeno je da je neplanarna u gasnoj fazi,  ali planarno u kristalnoj fazi. 

## Osobine
| Osobina                  | Vrednost |
| ------------------------ | -------- |
| Broj akceptora vodonika  | 2        |
| Broj donora vodonika     | 1        |
| Broj rotacionih veza     | 0        |
| Particioni koeficijent ( | 1,5      |
| Rastvorljivost (logS, log(mol/L))       | -0,6     |
| Polarna površina (PSA, Å2)  | 71,8     |

## Sinteza
Originalna sinteza nitramida koju su sproveli Thiele i Lachman uključivala je hidrolizu kalijum nitrokarbamata: 
(K+
)
2(O
2N−N−
−CO−
2) + 2 H
2SO
4 → H
2N−NO
2 + CO
2 + 2 KHSO
4
Druge metode za dobijanje nitramida uključuju hidrolizu nitrokarbamične kiseline,
O
2N−NH−CO
2H → H
2N−NO
2 + CO
2
reakciju natrijum sulfamata sa azotnom kiselinom,
Na(SO
3NH
2) + HNO
3 → H
2N−NO
2 + NaHSO
4
i reakciju dinitrogen-pentoksida sa dva ekvivalentna amonijaka.
N
2O
5 + 2 NH
3 → H
2N−NO
2 + [NH
4]+
NO−
3

## Organski nitramidi
Takođe nazvani nitramini, organski nitramidi su važni eksplozivi. Pripremaju se nitrolizom heksametilentetramina.

## Literatura
- Holleman A. F.; Wiberg E. (2001). Inorganic Chemistry (1st изд.). San Diego: Academic Press. ISBN 0-12-352651-5.
- Housecroft, C. E.; Sharpe, A. G. (2008). Inorganic Chemistry (3. изд.). Prentice Hall. ISBN 978-0-13-175553-6.